# Раннелс, Хардин
Ха́рдин Ра́ннелс (англ. Hardin Runnels; 30 августа 1820, штат Миссисипи — 25 декабря 1873, округ Буи, Техас) — 6-й губернатор Техаса, 5-й вице-губернатор Техаса, член демократической партии.

## Биография
Хардин Ричард Раннелс родился 30 августа 1820 года в штате Миссисипи.. Его отец умер в 1842 году. В том же году семья переехала в Техас. В округе Буи Раннелсы основали хлопковую плантацию. С 1847 по 1854 годы Хардин Раннелс представлял округ Буи в Палате представителей Техаса. В течение пятого созыва Легислатуры Техаса он был спикером Палаты представителей штата. В 1855 году Раннелс избрался вице-губернатором Техаса при губернаторе Элайше Пизе. В этой должности он снискал репутацию сторонника Демократической партии и приверженца соблюдения прав штатов.
Раннелс принял участие в первом съезде Демократической партии в Техасе в мае 1857. Многие избиратели были разочарованы просоюзной позицией Сэма Хьюстона, его связями с партией «Know Nothing» в 1855 году и голосованием против принятия Закона Канзас-Небраска. Лидеры партии сняли кандидатуру Хьюстона на должность губернатора и вместо него назначили Раннелса. 12 мая 1857 года Хьюстон заявил о своём участии в выборах в качестве независимого кандидата. Ключевым вопросом, поднимавшимся на выборах, была проблема прав штатов. В результате Раннелс с крупным перевесом победил Хьюстона.
Основными проблемами, с которыми имела дело администрация Раннелса, были рабство и обеспечение первопоселенцев на западе штата. Раннелс подписал постановление, согласно которому свободные негры могли быть вновь обращены в рабство, но у другого хозяина. Также он призывал Легислатуру легализировать работорговлю. Раннелс неоднократно высказывался о возможной сецессии Техаса при необходимости. На губернаторских выборах 1859 года Раннелс вновь был выдвинут кандидатом от Демократической партии. Ему вновь противостоял Хьюстон. На этот раз ему удалось одержать победу над Раннелсом.
Раннелс продолжил политическую карьеру. В 1861 году он стал членом сецессионного, а в 1866 году — конституционного конвента. Он скончался 25 декабря 1873 года в возрасте 53 лет. Раннелс был похоронен в округе Буи. В 1929 году его останки были перезахоронены в Остине.